# Simon Emil Ammitzbøll-Bille

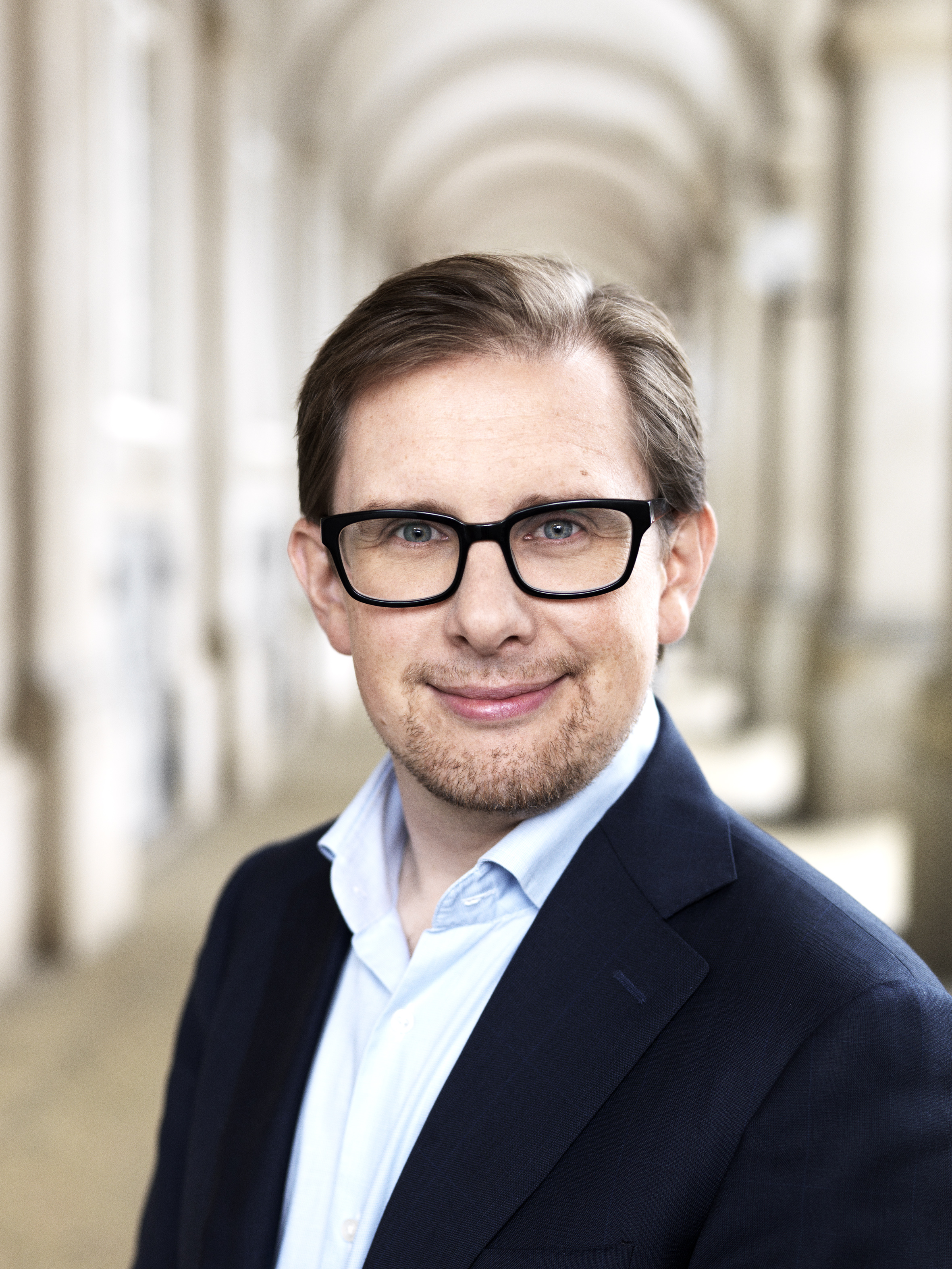
Simon Emil Ammitzbøll-Bille (2014)

Simon Emil Ammitzbøll-Bille (* 20. Oktober 1977 in Hillerød) ist ein dänischer Politiker und ist seit 2005 Abgeordneter im Folketing. Von 2016 bis 2019 war er Wirtschafts- und Innenminister in der Regierung Lars Løkke Rasmussen III.

## Leben
Nach seiner Schulzeit studierte Ammitzbøll-Bille an der Universität Roskilde Sozialwissenschaften, wo er 2003 seinen Bachelor erreichte. Neben seinem Studium engagierte sich Ammitzbøll politisch und wurde Mitglied der Partei Det Radikale Venstre.
Am 13. Oktober 2008 verließ Ammitzbøll-Bille die sozialliberale Partei Det Radikale Venstre und gründete im Oktober 2008 gemeinsam mit gleichgesinnten Politikern die dänische Partei Borgerligt Centrum neu. Am 16. Juni 2009 gab Ammitzbøll-Bille bekannt, dass er in die Partei Liberal Alliance eintritt und verließ die neu entstandene Partei Borgerligt Centrum.
Ammitzbøll-Bille war bis zu dessen Krebstod im Jahre 2016 mit Henning Olsen verheiratet und lebte mit ihm in Kopenhagen. Seit 2017 ist er mit Kristine Bille verheiratet.
Am 22. Oktober 2019 verließ Ammitzbøll-Bille die Liberal Alliance aufgrund politischer Differenzen. Am 7. November gründete er zusammen mit Christina Egelund, ebenfalls ehemalige Abgeordnete der Liberal Alliance, die Partei Fremad.